# تودی (پرنده)
تودی (پرنده) (نام علمی: Todus) نام یک سرده از تیره تودیان از راسته سبزقباسانان است.

## طبقه بندی
تودی ها در ابتدا در جنس شاه ماهیان آلسدو قرار داده شدند تا اینکه در سال 1760 توسط ماتورین ژاک بریسون در جنس تودوس قرار گرفتند . آنها از آن زمان با تعداد زیادی از خویشاوندان بالقوه از جمله شبگردها، تروگون ها، باربت ها، جکامارها، پفک ها، شاه ماهیان، موش ها و حتی برخی از گونه های رهگذر مانند نوک پهن، کوتینگا و گلکوب مرتبط بوده اند. تودی ها قبل از قرار گرفتن در Coraciiformes به ترتیب خودشان، Todiformes قرار گرفتند. 
تجزیه و تحلیل ژنتیکی گونه های موجود (زنده) نشان می دهد که آنها بین 6-7 میلیون سال پیش تنوع یافته اند. سابقه فسیلی این خانواده کم است، اما سه گونه از تودی از فسیل های یافت شده در آمریکای شمالی، آلمان و فرانسه توصیف شده است، که نشان می دهد این خانواده زمانی گسترده تر از امروز بوده است. گونه‌هایی از جنس فسیلی، Palaeotodus ، بزرگ‌تر از گونه‌های زنده هستند ممکن است از نظر اندازه نزدیک‌تر به موت موت بوده باشند.

## پراکندگی و زیستگاه
تودی ها بومی جزایر کارائیب هستند.این‌ها گونه‌های کوچک و نزدیک به جنگل‌های آنتیل بزرگ هستند: پورتوریکو، جامائیکاو کوبا، با جزایر مجاور، هر کدام یک گونه دارند و هیسپانیولا دو گونه دارد: تودی منقار پهن( Todus subulatus )در دشت‌ها(از جمله). جزیره گوناوه)و ماهی نوک باریک ( Todus angustirostris )درارتفاعات.

## فهرست گونه‌ها
- تودی نوک‌پهن, Todus subulatus
- تودی کوبایی, Todus multicolor
- تودی جامائیکا, Todus todus
- تودی نوک‌باریک, Todus angustirostris
- تودی پورتوریکو, Todus mexicanus